# Życzenie (pieśń Chopina)
Życzenie G-dur op. 74 nr 1 − pieśń w tonacji G-dur, napisana przez Fryderyka Chopina w 1827. Jest jednym z najważniejszych, a zarazem najsłynniejszych utworów Chopina tego gatunku. Jest drugą pieśnią skomponowaną przez Chopina. Napisana do słów Stefana Witwickiego.

## Tekst utworu
Początek tekstu: Gdybym ja była słoneczkiem na niebie...
- pełny tekst Pieśni